# Alfred Tennyson

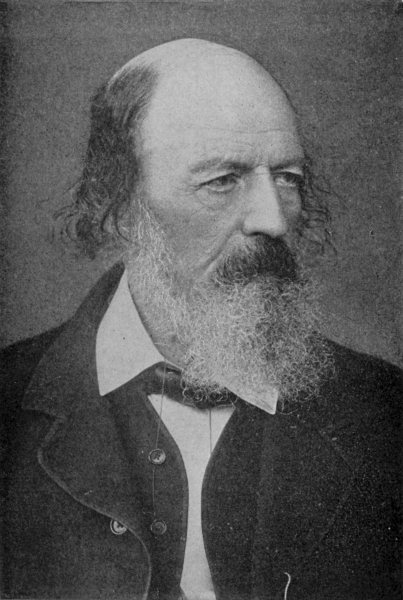
Alfred Tennyson

Alfred Tennyson (Somersby, 6 augustus 1809 – Blackdown, 6 oktober 1892), ook vaak aangeduid als Alfred, Lord Tennyson, was een Engels dichter. Tennyson was Poet Laureate (hofdichter) van het Verenigd Koninkrijk en blijft ook in onze tijd een van de populairste Engelse dichters. Hij is in The Oxford Dictionary of Quotations de op een na meest geciteerde auteur, na Shakespeare.
Veel van zijn dichtwerk is gebaseerd op klassieke mythologische thema's, al was In Memoriam A.H.H. geschreven als herinnering aan zijn beste vriend Arthur Hallam, een collega-dichter en medestudent aan het Trinity College die ook verloofd was met de zus van Tennyson maar overleed aan een hersenbloeding. Een van zijn bekendste werken is Idylls of the King (1885), een reeks van verhalende gedichten gebaseerd op de legende van koning Arthur. Het werk was opgedragen aan prins Albert, de echtgenoot van koningin Victoria. Tennyson schreef ook voor het theater, maar deze stukken hadden weinig succes.

## Jeugd
Alfred Tennyson was de vierde van 12 kinderen van de plattelandsdominee George Clayton Tennyson (1778-1831). Hij was een afstammeling van Eduard III van Engeland.
George Clayton was de oudste van twee broers, maar werd onterfd door zijn eigen vader, George Tennyson (1750-1835), landeigenaar en eigenaar van Bayons Manor en Usselby Hall, ten gunste van zijn jongere broer Charles. Volgens Eugene Parsons(?) was de dominee een veelzijdig man die zich met succes wijdde aan architectuur, schilderkunst, muziek en poëzie. Hij was voor een plattelandsdominee in redelijk goeden doen, wat zijn gezin in staat stelde om de zomers in Mablethorpe en Skegness aan de oostkust van Engeland door te brengen. Sommigen beweren echter dat dominee Tennyson steeds last had van geldgebrek, alcoholist was en leed aan psychische instabiliteit. Er wordt een relatie gelegd met de onterving door zijn vader. Tennyson senior hield zorgvuldig toezicht op de opleiding van zijn kinderen.
Alfred Tennyson en twee van zijn oudere broers schreven als tieners al poëzie, en een verzameling van hun gedichten werd lokaal uitgegeven toen Alfred 17 jaar oud was. Een van deze broers, Charles Tennyson Turner, trouwde later met Louisa Sellwood, de jongere zus van Alfreds toekomstige vrouw. De andere dichtende broer was Frederick Tennyson.

## Opleiding en eerste publicatie

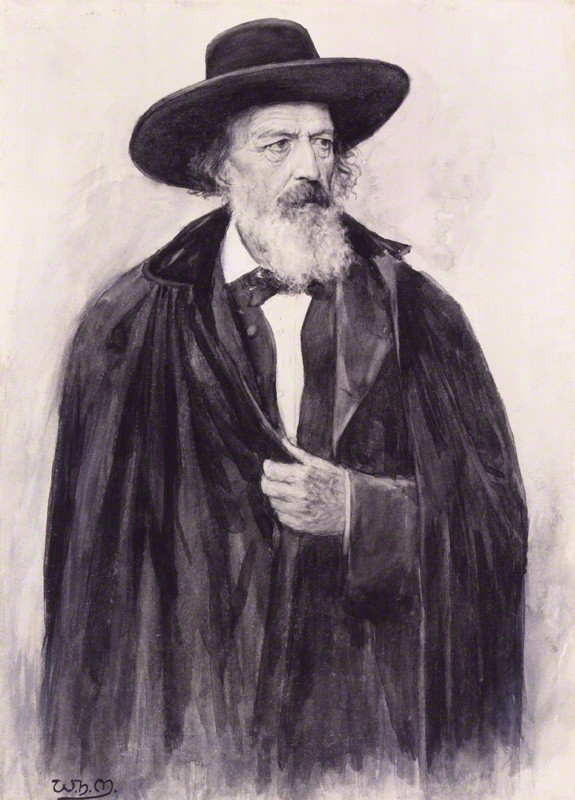
Alfred Tennyson, door William Henry Margetson

Tennyson was eerst leerling van de Louth Grammar School (1816-1820) en vervolgens van de Scaitcliffe School, Englefield Green en de King Edward VI Grammar School in Louth. Hij ging in 1828 naar het Trinity College in Cambridge waar hij lid werd van het geheime genootschap Cambridge Apostles. Hij was lang van gestalte en maakte fysiek indruk, maar ontbeerde het nodige zelfvertrouwen. In Cambridge ontmoette hij de jongere Arthur Henry Hallam die zijn beste vriend werd.
Zijn eerste publicatie was een verzameling van "zijn jongensachtige rijmpjes en die van zijn oudere broer Charles" met de titel Poems by Two Brothers (Gedichten van Twee Broers), uitgegeven in 1827.
In 1829 kreeg hij de "Chancellor's gold medal", een prestigieuze poëzieprijs in Cambridge, voor een van zijn eerste werken over Timbuctoo. Dit was een grote eer voor een twintigjarige.
In 1830 publiceerde hij zijn eerste eigen verzameling gedichten, Poems Chiefly Lyrical (1830+). In deze bundel zaten de gedichten "Claribel" en "Mariana", die later tot de meest gewaardeerde gedichten uit zijn oeuvre werden gerekend. Ook al waren er critici die ze te sentimenteel vonden, toch werden zijn gedichten snel populair en ze brachten Tennyson onder de aandacht van bekende schrijvers van zijn tijd, waaronder Samuel Taylor Coleridge.

## Terugkeer naar Lincolnshire en tweede publicatie
In het voorjaar van 1831 overleed Tennysons vader. Tennyson moest hierdoor zijn studie afbreken en keerde terug naar zijn ouderlijk huis waar hij nog zes jaar mocht wonen. Met zijn moeder deelde hij de verantwoordelijkheid voor een groot aantal nog thuis wonende broers en zussen. Zijn vriend, Arthur Hallam, kwam in de zomer langs en verloofde zich met Tennysons zus Emilia. Later verhuisde de familie naar Essex. Een groot deel van het familievermogen ging verloren door een onverstandige investering in een bedrijf dat kerkelijk houtsnijwerk produceerde.
In 1833 publiceerde Tennyson zijn tweede bundel gedichten, waarin het bekende gedicht The Lady of Shalott, een verhaal over een prinses die alleen met behulp van een spiegel naar de wereld kon kijken. Dit boek kreeg zware kritiek, waardoor Tennyson 10 jaar lang geen boek meer uitgaf, al bleef hij wel schrijven.
Eveneens in 1833 overleed Arthur Hallam aan een hersenbloeding tijdens een vakantie in Wenen. Alfred was zeer verdrietig, maar dit verdriet gaf hem wel de inspiratie voor een verzameling gedichten die nog steeds wordt gezien als behorend tot de beste gedichten ter wereld, al moest de publicatie nog een decennium op zich laten wachten.

## Derde publicatie en erkenning
In 1842 woonde Tennyson in Londen en publiceerde hij twee delen Poems. Het eerste deel bevatte eerder gepubliceerd werk en het tweede bestond bijna geheel uit nieuwe gedichten. Zij waren onmiddellijk een succes. Gedichten uit deze bundel, zoals Locksley Hall, Tithonus en Ulysses, zijn nog steeds beroemd.

## Het kroonjaar

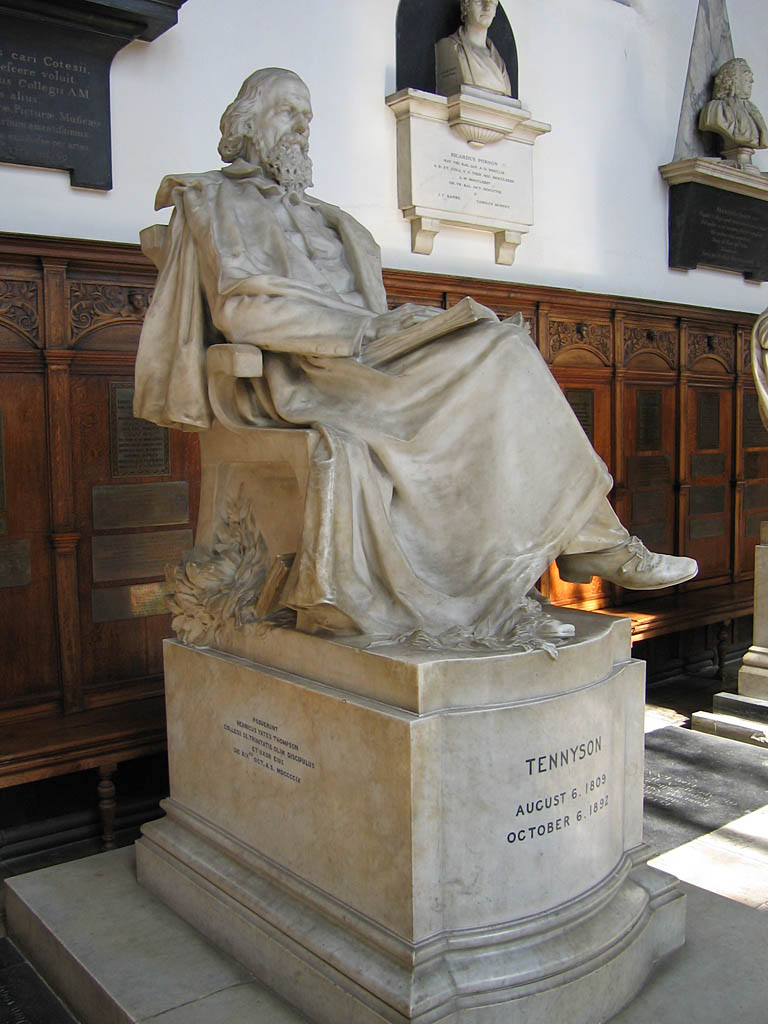
Beeld van Lord Tennyson in de kapel van het Trinity College, Cambridge

In 1850 bereikte Tennyson de top van zijn carrière met zijn benoeming tot Poet Laureate (hofdichter), als opvolger van William Wordsworth. In dat jaar publiceerde hij ook zijn meesterwerk In Memoriam A.H.H. (waaraan hij al jaren geleden was begonnen). Op 13 juni 1850 trouwde hij met Emily Sellwood (9 juli 1813 – 10 augustus 1896)  die hij al als kind kende uit het dorp Shiplake. Het verhaal gaat dat het huwelijk jarenlang was tegengehouden door de vader van Emily met als reden het slechte huwelijk van broer Charles en Louisa, de zus van Emily. Alfred en Emily kregen twee zonen, Hallam (1852) - vernoemd naar zijn vriend - en Lionel (1854). Hallam zou later zijn eerste biograaf worden.

## Poet Laureate
Tennyson was hofdichter van 1850 tot zijn dood. Hij produceerde passende maar vaak middelmatige gedichten zoals een gedicht ter begroeting van Alexandra van Denemarken toen zij in Groot-Brittannië aankwam om te trouwen met Eduard VII. In 1855 schreef hij een van zijn bekendste gedichten, The Charge of the Light Brigade, een lofzang op de Britse ruiterij die betrokken was bij de slecht doordachte en rampzalig afgelopen aanval op 25 oktober 1854 tijdens de Krimoorlog. Andere werken als Poet Laureate zijn onder andere Ode on the Death of the Duke of Wellington en Ode Sung at the Opening of the International Exhibition.

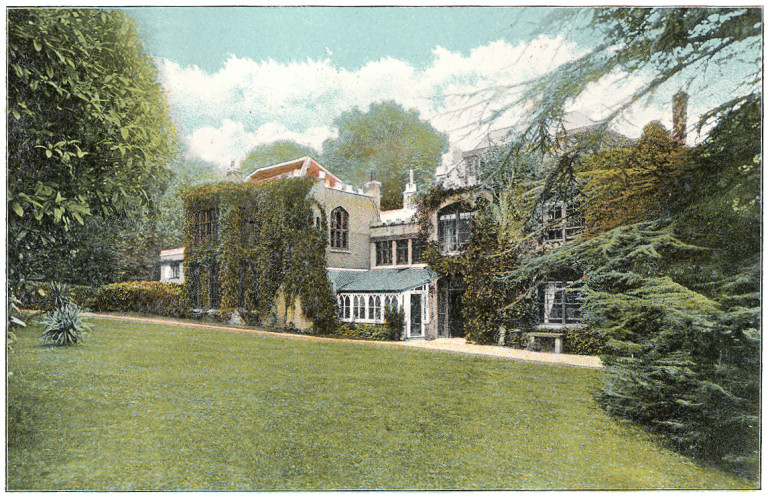
Farringford - Tennysons woning op het Isle of Wight

Koningin Victoria was een groot bewonderaar van Tennysons werk en in 1884 benoemde zij hem tot Baron Tennyson van Aldworth (Sussex) en van Freshwater op het Isle of Wight.
In eerste instantie weigerde Tennyson zijn verheffing in de adelstand (1865 en 1868), maar hij aanvaardde de benoeming in 1883 na een verzoek van Gladstone. Op 11 maart 1884 nam hij plaats in het 'House of Lords' als eerste Kamerlid dat op grond van zijn literaire verdiensten deze positie had verkregen. Tennyson was niet heel gelukkig met zijn positie in het 'House of Lords' en de algemene opvatting is dat hij de benoeming aanvaardde om voor zijn zoon Hallam de toekomst veilig te stellen.
Tennysons leven in Freshwater komt voor in het toneelstuk Freshwater van Virginia Woolf waarin hij verkeert in het gezelschap van onder andere fotografe Julia Margaret Cameron en schilder George Frederic Watts.
Tegen het einde van zijn leven maakte Tennyson bekend dat zijn religieuze opvattingen neigden naar agnosticisme en pandeïsme":
Tennyson schreef vrijwel tot aan zijn dood op 83-jarige leeftijd. Hij ligt begraven in de Westminster Abbey. Zijn zoon Hallam volgde hem op als 2e baron Tennyson en schreef en publiceerde een biografie over zijn vader in 1897.

## Selectie uit het werk van Tennyson
- Uit Poems, Chiefly Lyrical (1830):
  - The Dying Swan
  - The Kraken
  - Mariana
- Lady Clara Vere de Vere (1832)
- Uit Poems (1833):
  - The Lotos-Eaters
  - The Lady of Shalott (1832, 1842)
- Uit Poems (1842):
  - Locksley Hall
  - Tithonus
  - The Two Voices (1834)
  - Ulysses (1833)
- The Princess (1847)
  - Tears, Idle Tears
- In Memoriam A.H.H. (1849)
- Ring Out, Wild Bells (1850)
- The Charge of the Light Brigade (1854) - er bestaat een opname van Tennyson die dit voorleest
- Maud (1855/1856)
- Enoch Arden (1862/1864)
- Flower in the crannied wall (1869)
- The Window - Liederencyclus met Arthur Sullivan (1871)
- Harold (1876) - startte een herleving van de interesse in koning Harold
- Idylls of the King (compositie 1833-1874)
- Locksley Hall Sixty Years After (1886)
- Crossing the Bar (1889)
- The Foresters - een toneelstuk met af en toe muziek van Arthur Sullivan (1891)